# 20e étape du Tour de France 2024
Pour un article plus général, voir Tour de France 2024.
La 20e étape du Tour de France 2024 se déroule dans le département des Alpes-Maritimes le samedi 20 juillet 2024 entre Nice et le col de la Couillole, sur une distance de 132,8 kilomètres.

## Parcours
Après un départ de Nice, les coureurs doivent franchir trois cols, Braus, Turini et Colmiane, avant la dernière ascension vers le col de la Couillole où est jugée l'arrivée. Cette courte étape de montagne ne comporte que des ascensions (un total de 53,9 km de montées répertoriées) et des descentes.

## Déroulement de la course
Les premiers attaquants du jour sont Enric Mas et Wilco Kelderman rejoints par Bruno Armirail qui franchissent le premier col du jour, le col de Braus avec une cinquantaine de secondes d'avance sur le peloton maillot jaune. Dans la descente, ils sont rattrapés par un groupe de cinq hommes emmené par le maillot à pois Richard Carapaz suivi par Romain Bardet, Jan Tratnik, Clément Champoussin et Marc Soler. Dans la longue montée de la deuxième difficulté de la journée, le col de Turini, le groupe Carapaz revient sur le trio Mas-Kelderman-Armirail. Avant le sommet, Champoussin est victime d'une crevaison tandis  Jasper Stuyven, Tobias Johannessen et Kevin Geniets recollent au groupe de tête composé désormais de dix hommes. Carapaz passe en tête au sommet. Le peloton maillot jaune pointe alors à 4 min 35 s. Au col de la Colmiane, Carapaz passe de nouveau en tête du même groupe, s'assurant le gain définitif du maillot à pois (en cas d'arrivée à Nice le lendemain). Sous l'impulsion des équipiers de Remco Evenepoel, le peloton maillot jaune est revenu à 3 minutes. 
Au pied de la montée finale de 15,8 km vers le col de la Couillole, les hommes de tête possèdent toujours un avantage de 3 minutes sur le peloton toujours emmené par l'équipe Soudal Quick-Step. Dans le groupe de tête, Enric Mas et Richard Carapaz partent à l'attaque et finissent par former le duo de tête, multipliant chacun les tentatives pour partir seul. Dans le groupe maillot jaune réduit à six unités et représentant trois équipes (Tadej Pogačar et João Almeida, Remco Evenepoel et Mikel Landa, Jonas Vingegaard et Matteo Jorgenson) et revenu à 1 min 30 s de la tête de la course, Evenepoel place un premier démarrage à 8 kilomètres du sommet mais ne parvient pas à lâcher ses adversaires. Le maillot blanc belge attaque une seconde fois à 5 kilomètres de l'arrivée, mais il est immédiatement contré par Vingegaard qui se détache, suivi par Pogačar. Evenepoel ne peut coller au duo et se fait progressivement distancer. Le tandem Vingegaard-Pogačar revient sur Mas et Carapaz à 2,5 km du sommet puis lâche dans un premier temps Mas, et Carapaz dans les hectomètres suivants. À150 mètres de la ligne d'arrivée, Tadej Pogačar attaque et remporte une cinquième victoire devant Jonas Vingegaard qui consolide sa deuxième place au classement général.

## Résultats
Cette section présente les résultats et prix obtenus au cours de l'étape.

### Classement de l'étape
| Classement de la 20e étape | Classement de la 20e étape | Classement de la 20e étape | Classement de la 20e étape | Classement de la 20e étape |
|                            | Coureur                    | Pays                       | Équipe                     | Temps                      |
| -------------------------- | -------------------------- | -------------------------- | -------------------------- | -------------------------- |
| 1er                        | Tadej Pogačar              | Slovénie                   | UAE Team Emirates          | en 4 h 4 min 22 s          |
| 2e                         | Jonas Vingegaard           | Danemark                   | Team Visma-Lease a Bike    | + 7 s                      |
| 3e                         | Richard Carapaz            | Équateur                   | EF Education-EasyPost      | + 23 s                     |
| 4e                         | Remco Evenepoel            | Belgique                   | Soudal Quick-Step          | + 53 s                     |
| 5e                         | Enric Mas                  | Espagne                    | Movistar Team              | + 1 min 7 s                |
| 6e                         | João Almeida               | Portugal                   | UAE Team Emirates          | + 1 min 28 s               |
| 7e                         | Matteo Jorgenson           | États-Unis                 | Team Visma-Lease a Bike    | + 1 min 33 s               |
| 8e                         | Mikel Landa                | Espagne                    | Soudal Quick-Step          | + 1 min 41 s               |
| 9e                         | Adam Yates                 | Royaume-Uni                | UAE Team Emirates          | + 1 min 43 s               |
| 10e                        | Romain Bardet              | France                     | Team dsm-firmenich PostNL  | + 1 min 52 s               |
| modifier                   |                            |                            |                            |                            |

### Bonifications en temps
|   | Coureur          | Pays     | Équipe                  | Secondes |
| - | ---------------- | -------- | ----------------------- | -------- |
| 1 | Tadej Pogačar    | Slovénie | UAE Team Emirates       | 10 s     |
| 2 | Jonas Vingegaard | Danemark | Team Visma-Lease a Bike | 6 s      |
| 3 | Richard Carapaz  | Équateur | EF Education-EasyPost   | 4 s      |

### Points attribués
| Sprint intermédiaire Saint-Martin-Vésubie (km 87,8) | Sprint intermédiaire Saint-Martin-Vésubie (km 87,8) | Sprint intermédiaire Saint-Martin-Vésubie (km 87,8) | Sprint intermédiaire Saint-Martin-Vésubie (km 87,8) | Sprint intermédiaire Saint-Martin-Vésubie (km 87,8) |
| --------------------------------------------------- | --------------------------------------------------- | --------------------------------------------------- | --------------------------------------------------- | --------------------------------------------------- |
|                                                     | Coureur                                             | Pays                                                | Équipe                                              | Point(s)                                            |
| 1er                                                 | Jasper Stuyven                                      | Belgique                                            | Lidl-Trek                                           | 20                                                  |
| 2e                                                  | Tobias Johannessen                                  | Norvège                                             | Uno-X Mobility                                      | 17                                                  |
| 3e                                                  | Wilco Kelderman                                     | Pays-Bas                                            | Team Visma-Lease a Bike                             | 15                                                  |
| 4e                                                  | Romain Bardet                                       | France                                              | Team dsm-firmenich PostNL                           | 13                                                  |
| 5e                                                  | Richard Carapaz                                     | Équateur                                            | EF Education-EasyPost                               | 11                                                  |
| 6e                                                  | Jan Tratnik                                         | Slovénie                                            | Team Visma-Lease a Bike                             | 10                                                  |
| 7e                                                  | Kevin Geniets                                       | Luxembourg                                          | Groupama-FDJ                                        | 9                                                   |
| 8e                                                  | Bruno Armirail                                      | France                                              | Decathlon-AG2R La Mondiale                          | 8                                                   |
| 9e                                                  | Marc Soler                                          | Espagne                                             | UAE Team Emirates                                   | 7                                                   |
| 10e                                                 | Enric Mas                                           | Espagne                                             | Movistar Team                                       | 6                                                   |
| 11e                                                 | Gianni Moscon                                       | Italie                                              | Soudal Quick-Step                                   | 5                                                   |
| 12e                                                 | Ilan Van Wilder                                     | Belgique                                            | Soudal Quick-Step                                   | 4                                                   |
| 13e                                                 | Jan Hirt                                            | Tchéquie                                            | Soudal Quick-Step                                   | 3                                                   |
| 14e                                                 | Mikel Landa                                         | Espagne                                             | Soudal Quick-Step                                   | 2                                                   |
| 15e                                                 | Remco Evenepoel                                     | Belgique                                            | Soudal Quick-Step                                   | 1                                                   |
| modifier                                            |                                                     |                                                     |                                                     |                                                     |

| Arrivée d'étape Col de la Couillole (km 132,8) | Arrivée d'étape Col de la Couillole (km 132,8) | Arrivée d'étape Col de la Couillole (km 132,8) | Arrivée d'étape Col de la Couillole (km 132,8) | Arrivée d'étape Col de la Couillole (km 132,8) |
| ---------------------------------------------- | ---------------------------------------------- | ---------------------------------------------- | ---------------------------------------------- | ---------------------------------------------- |
|                                                | Coureur                                        | Pays                                           | Équipe                                         | Point(s)                                       |
| 1er                                            | Tadej Pogačar                                  | Slovénie                                       | UAE Team Emirates                              | 20                                             |
| 2e                                             | Jonas Vingegaard                               | Danemark                                       | Team Visma-Lease a Bike                        | 17                                             |
| 3e                                             | Richard Carapaz                                | Équateur                                       | EF Education-EasyPost                          | 15                                             |
| 4e                                             | Remco Evenepoel                                | Belgique                                       | Soudal Quick-Step                              | 13                                             |
| 5e                                             | Enric Mas                                      | Espagne                                        | Movistar Team                                  | 11                                             |
| 6e                                             | João Almeida                                   | Portugal                                       | UAE Team Emirates                              | 10                                             |
| 7e                                             | Matteo Jorgenson                               | États-Unis                                     | Team Visma-Lease a Bike                        | 9                                              |
| 8e                                             | Mikel Landa                                    | Espagne                                        | Soudal Quick-Step                              | 8                                              |
| 9e                                             | Adam Yates                                     | Royaume-Uni                                    | UAE Team Emirates                              | 7                                              |
| 10e                                            | Romain Bardet                                  | France                                         | Team dsm-firmenich PostNL                      | 6                                              |
| 11e                                            | Tobias Johannessen                             | Norvège                                        | Uno-X Mobility                                 | 5                                              |
| 12e                                            | Derek Gee                                      | Canada                                         | Israel-Premier Tech                            | 4                                              |
| 13e                                            | Giulio Ciccone                                 | Italie                                         | Lidl-Trek                                      | 3                                              |
| 14e                                            | Santiago Buitrago                              | Colombie                                       | Bahrain Victorious                             | 2                                              |
| 15e                                            | Carlos Rodríguez                               | Espagne                                        | Ineos Grenadiers                               | 1                                              |
| modifier                                       |                                                |                                                |                                                |                                                |

### Cols et côtes
| Col de Braus (km 24,7) 2e catégorie (10,0 km à 6,6 %) | Col de Braus (km 24,7) 2e catégorie (10,0 km à 6,6 %) | Col de Braus (km 24,7) 2e catégorie (10,0 km à 6,6 %) | Col de Braus (km 24,7) 2e catégorie (10,0 km à 6,6 %) | Col de Braus (km 24,7) 2e catégorie (10,0 km à 6,6 %) |
| ----------------------------------------------------- | ----------------------------------------------------- | ----------------------------------------------------- | ----------------------------------------------------- | ----------------------------------------------------- |
|                                                       | Coureur                                               | Pays                                                  | Équipe                                                | Point(s)                                              |
| 1er                                                   | Enric Mas                                             | Espagne                                               | Movistar Team                                         | 5                                                     |
| 2e                                                    | Bruno Armirail                                        | France                                                | Decathlon-AG2R La Mondiale                            | 3                                                     |
| 3e                                                    | Wilco Kelderman                                       | Pays-Bas                                              | Team Visma-Lease a Bike                               | 2                                                     |
| 4e                                                    | Matteo Jorgenson                                      | États-Unis                                            | Team Visma-Lease a Bike                               | 1                                                     |
| modifier                                              |                                                       |                                                       |                                                       |                                                       |

| Col de Turini (km 59,8) 1re catégorie (20,7 km à 5,7 %) | Col de Turini (km 59,8) 1re catégorie (20,7 km à 5,7 %) | Col de Turini (km 59,8) 1re catégorie (20,7 km à 5,7 %) | Col de Turini (km 59,8) 1re catégorie (20,7 km à 5,7 %) | Col de Turini (km 59,8) 1re catégorie (20,7 km à 5,7 %) |
| ------------------------------------------------------- | ------------------------------------------------------- | ------------------------------------------------------- | ------------------------------------------------------- | ------------------------------------------------------- |
|                                                         | Coureur                                                 | Pays                                                    | Équipe                                                  | Point(s)                                                |
| 1er                                                     | Richard Carapaz                                         | Équateur                                                | EF Education-EasyPost                                   | 10                                                      |
| 2e                                                      | Marc Soler                                              | Espagne                                                 | UAE Team Emirates                                       | 8                                                       |
| 3e                                                      | Bruno Armirail                                          | France                                                  | Decathlon-AG2R La Mondiale                              | 6                                                       |
| 4e                                                      | Jan Tratnik                                             | Slovénie                                                | Team Visma-Lease a Bike                                 | 4                                                       |
| 5e                                                      | Enric Mas                                               | Espagne                                                 | Movistar Team                                           | 2                                                       |
| 6e                                                      | Wilco Kelderman                                         | Pays-Bas                                                | Team Visma-Lease a Bike                                 | 1                                                       |
| modifier                                                |                                                         |                                                         |                                                         |                                                         |

| Col de la Colmiane (km 95,9) 1re catégorie (7,5 km à 7,1 %) | Col de la Colmiane (km 95,9) 1re catégorie (7,5 km à 7,1 %) | Col de la Colmiane (km 95,9) 1re catégorie (7,5 km à 7,1 %) | Col de la Colmiane (km 95,9) 1re catégorie (7,5 km à 7,1 %) | Col de la Colmiane (km 95,9) 1re catégorie (7,5 km à 7,1 %) |
| ----------------------------------------------------------- | ----------------------------------------------------------- | ----------------------------------------------------------- | ----------------------------------------------------------- | ----------------------------------------------------------- |
|                                                             | Coureur                                                     | Pays                                                        | Équipe                                                      | Point(s)                                                    |
| 1er                                                         | Richard Carapaz                                             | Équateur                                                    | EF Education-EasyPost                                       | 10                                                          |
| 2e                                                          | Enric Mas                                                   | Espagne                                                     | Movistar Team                                               | 8                                                           |
| 3e                                                          | Jan Tratnik                                                 | Slovénie                                                    | Team Visma-Lease a Bike                                     | 6                                                           |
| 4e                                                          | Wilco Kelderman                                             | Pays-Bas                                                    | Team Visma-Lease a Bike                                     | 4                                                           |
| 5e                                                          | Kevin Geniets                                               | Luxembourg                                                  | Groupama-FDJ                                                | 2                                                           |
| 6e                                                          | Marc Soler                                                  | Espagne                                                     | UAE Team Emirates                                           | 1                                                           |
| modifier                                                    |                                                             |                                                             |                                                             |                                                             |

| Col de la Couillole (km 132,8) 1re catégorie (15,7 km à 7,1 %) | Col de la Couillole (km 132,8) 1re catégorie (15,7 km à 7,1 %) | Col de la Couillole (km 132,8) 1re catégorie (15,7 km à 7,1 %) | Col de la Couillole (km 132,8) 1re catégorie (15,7 km à 7,1 %) | Col de la Couillole (km 132,8) 1re catégorie (15,7 km à 7,1 %) |
| -------------------------------------------------------------- | -------------------------------------------------------------- | -------------------------------------------------------------- | -------------------------------------------------------------- | -------------------------------------------------------------- |
|                                                                | Coureur                                                        | Pays                                                           | Équipe                                                         | Point(s)                                                       |
| 1er                                                            | Tadej Pogačar                                                  | Slovénie                                                       | UAE Team Emirates                                              | 10                                                             |
| 2e                                                             | Jonas Vingegaard                                               | Danemark                                                       | Team Visma-Lease a Bike                                        | 8                                                              |
| 3e                                                             | Richard Carapaz                                                | Équateur                                                       | EF Education-EasyPost                                          | 6                                                              |
| 4e                                                             | Remco Evenepoel                                                | Belgique                                                       | Soudal Quick-Step                                              | 4                                                              |
| 5e                                                             | Enric Mas                                                      | Espagne                                                        | Movistar Team                                                  | 2                                                              |
| 6e                                                             | João Almeida                                                   | Portugal                                                       | UAE Team Emirates                                              | 1                                                              |
| modifier                                                       |                                                                |                                                                |                                                                |                                                                |

### Prix de la combativité
- Enric Mas (Movistar Team)

## Classements à l'issue de l'étape
Cette section présente le classement général et les différents classements annexes à l'issue de l'étape.

### Classement général
| Classement général | Classement général | Classement général | Classement général      | Classement général  |
|                    | Coureur            | Pays               | Équipe                  | Temps               |
| ------------------ | ------------------ | ------------------ | ----------------------- | ------------------- |
| 1er                | Tadej Pogačar      | Slovénie           | UAE Team Emirates       | en 82 h 53 min 32 s |
| 2e                 | Jonas Vingegaard   | Danemark           | Team Visma-Lease a Bike | + 5 min 14 s        |
| 3e                 | Remco Evenepoel    | Belgique           | Soudal Quick-Step       | + 8 min 4 s         |
| 4e                 | João Almeida       | Portugal           | UAE Team Emirates       | + 16 min 45 s       |
| 5e                 | Mikel Landa        | Espagne            | Soudal Quick-Step       | + 17 min 25 s       |
| 6e                 | Adam Yates         | Royaume-Uni        | UAE Team Emirates       | + 21 min 11 s       |
| 7e                 | Carlos Rodríguez   | Espagne            | Ineos Grenadiers        | + 21 min 12 s       |
| 8e                 | Matteo Jorgenson   | États-Unis         | Team Visma-Lease a Bike | + 24 min 26 s       |
| 9e                 | Derek Gee          | Canada             | Israel-Premier Tech     | + 24 min 50 s       |
| 10e                | Giulio Ciccone     | Italie             | Lidl-Trek               | + 25 min 48 s       |
| modifier           |                    |                    |                         |                     |

| Classement par points | Classement par points | Classement par points | Classement par points   | Classement par points |
| --------------------- | --------------------- | --------------------- | ----------------------- | --------------------- |
|                       | Coureur               | Pays                  | Équipe                  | Point(s)              |
| 1er                   | Biniam Girmay         | Érythrée              | Intermarché-Wanty       | 387 points            |
| 2e                    | Jasper Philipsen      | Belgique              | Alpecin-Deceuninck      | 354 pts               |
| 3e                    | Bryan Coquard         | France                | Cofidis                 | 208 pts               |
| 4e                    | Anthony Turgis        | France                | TotalEnergies           | 180 pts               |
| 5e                    | Tadej Pogačar         | Slovénie              | UAE Team Emirates       | 176 pts               |
| 6e                    | Arnaud De Lie         | Belgique              | Lotto Dstny             | 161 pts               |
| 7e                    | Wout van Aert         | Belgique              | Team Visma-Lease a Bike | 152 pts               |
| 8e                    | Jonas Abrahamsen      | Norvège               | Uno-X Mobility          | 149 pts               |
| 9e                    | Remco Evenepoel       | Belgique              | Soudal Quick-Step       | 137 pts               |
| 10e                   | Jonas Vingegaard      | Danemark              | Team Visma-Lease a Bike | 119 pts               |
| modifier              |                       |                       |                         |                       |

| Classement du meilleur grimpeur | Classement du meilleur grimpeur | Classement du meilleur grimpeur | Classement du meilleur grimpeur | Classement du meilleur grimpeur |
| ------------------------------- | ------------------------------- | ------------------------------- | ------------------------------- | ------------------------------- |
|                                 | Coureur                         | Pays                            | Équipe                          | Point(s)                        |
| 1er                             | Richard Carapaz                 | Équateur                        | EF Education-EasyPost           | 127 points                      |
| 2e                              | Tadej Pogačar                   | Slovénie                        | UAE Team Emirates               | 97 pts                          |
| 3e                              | Jonas Vingegaard                | Danemark                        | Team Visma-Lease a Bike         | 67 pts                          |
| 4e                              | Matteo Jorgenson                | États-Unis                      | Team Visma-Lease a Bike         | 54 pts                          |
| 5e                              | Remco Evenepoel                 | Belgique                        | Soudal Quick-Step               | 48 pts                          |
| 6e                              | Wilco Kelderman                 | Pays-Bas                        | Team Visma-Lease a Bike         | 43 pts                          |
| 7e                              | Oier Lazkano                    | Espagne                         | Movistar Team                   | 41 pts                          |
| 8e                              | Jonas Abrahamsen                | Norvège                         | Uno-X Mobility                  | 36 pts                          |
| 9e                              | Enric Mas                       | Espagne                         | Movistar Team                   | 33 pts                          |
| 10e                             | David Gaudu                     | France                          | Groupama-FDJ                    | 30 pts                          |
| modifier                        |                                 |                                 |                                 |                                 |

| Classement général du meilleur jeune | Classement général du meilleur jeune | Classement général du meilleur jeune | Classement général du meilleur jeune | Classement général du meilleur jeune |
|                                      | Coureur                              | Pays                                 | Équipe                               | Temps                                |
| ------------------------------------ | ------------------------------------ | ------------------------------------ | ------------------------------------ | ------------------------------------ |
| 1er                                  | Remco Evenepoel                      | Belgique                             | Soudal Quick-Step                    | en 83 h 1 min 36 s                   |
| 2e                                   | Carlos Rodríguez                     | Espagne                              | Ineos Grenadiers                     | + 13 min 8 s                         |
| 3e                                   | Matteo Jorgenson                     | États-Unis                           | Team Visma-Lease a Bike              | + 16 min 22 s                        |
| 4e                                   | Santiago Buitrago                    | Colombie                             | Bahrain Victorious                   | + 18 min 6 s                         |
| 5e                                   | Javier Romo                          | Espagne                              | Movistar Team                        | + 1 h 27 min 28 s                    |
| 6e                                   | Ben Healy                            | Irlande                              | EF Education-EasyPost                | + 1 h 40 min 25 s                    |
| 7e                                   | Ilan Van Wilder                      | Belgique                             | Soudal Quick-Step                    | + 1 h 42 min 32 s                    |
| 8e                                   | Jordan Jegat                         | France                               | TotalEnergies                        | + 1 h 49 min 51 s                    |
| 9e                                   | Tobias Johannessen                   | Norvège                              | Uno-X Mobility                       | + 2 h 6 min 44 s                     |
| 10e                                  | Oscar Onley                          | Royaume-Uni                          | Team dsm-firmenich PostNL            | + 2 h 28 min 54 s                    |
| modifier                             |                                      |                                      |                                      |                                      |

| Classement par équipes | Classement par équipes  | Classement par équipes | Classement par équipes |
|                        | Équipe                  | Pays                   | Temps                  |
| ---------------------- | ----------------------- | ---------------------- | ---------------------- |
| 1re                    | UAE Team Emirates       | Émirats arabes unis    | en 249 h 15 min 17 s   |
| 2e                     | Team Visma-Lease a Bike | Pays-Bas               | + 29 min 47 s          |
| 3e                     | Ineos Grenadiers        | Royaume-Uni            | + 1 h 25 min 17 s      |
| 4e                     | Soudal Quick-Step       | Belgique               | + 1 h 30 min 31 s      |
| 5e                     | Lidl-Trek               | États-Unis             | + 2 h 23 min 59 s      |
| 6e                     | Movistar Team           | Espagne                | + 2 h 58 min 32 s      |
| 7e                     | Bahrain Victorious      | Bahreïn                | + 3 h 29 min 42 s      |
| 8e                     | Red Bull-Bora-Hansgrohe | Allemagne              | + 3 h 48 min 59 s      |
| 9e                     | Israel-Premier Tech     | Israël                 | + 3 h 54 min 28 s      |
| 10e                    | EF Education-EasyPost   | États-Unis             | + 3 h 55 min 2 s       |
| modifier               |                         |                        |                        |

## Abandons
Aucun coureur n'a abandonné.